# Marolles-les-Braults
Marolles-les-Braults är en kommun i departementet Sarthe i regionen Pays de la Loire i nordvästra Frankrike. Kommunen ligger i kantonen Marolles-les-Braults som tillhör arrondissementet Mamers. År 2022 hade Marolles-les-Braults 2 038 invånare.

## Befolkningsutveckling
Antalet invånare i kommunen Marolles-les-Braults
| Referens: INSEE |